# Малина (річка)
Малина (словац. Malina) — річка в Словаччині, ліва притока Морави, протікає в окрузі Малацки.
Довжина — 48.1 км; площа водозбору 516,6 км².
Витікає в масиві Малі Карпати на висоті 610 метрів. Серед приток — Пернецка Маліна, Єжовка, Мочярка; Балажов потік; Ступавський потік; Сухий потік; Танчибоцький потік; Цабадов ярок і Зогорський канал. Збудовано водосховище Кухиня.
Впадає у Мораву біля села Ступава на висоті 137 метрів.